# Падовка (село)
Падовка — село в Пестравском районе Самарской области. Административный центр сельского поселения Падовка.

## География
Находится на расстоянии примерно 29 километр по прямой на запад от районного центра села Пестравка.

## История
Основано по одним данным после 1805-1807 годов. По другим данным основано еще в XVIII веке. Имело по ходу истории различные названия: Левая Россошь, Боровское, Богородское. Современное название появилось после 1848 года.

## Население
Постоянное население составляло 873 человека (русские 88%) в 2002 году, 821 в 2010 году.